# Кардуэлл (Квинсленд)
Кардуэлл (англ. Cardwell) — небольшой город на берегу тихого океана расположенный между Кэрнсом и Таунсвиллом.

## История
Кардуэлл был основан белыми поселенцами в 1864 году, когда прибыла первая десантная группа, чтобы создать порт для внутренних пастбищ в регионе Долины лагун. Он стал первым портом к северу от Боуэна, и Кардуэлл фактически предшествовал Кэрнсу и Таунсвиллу. Аборигены этого района, группы, говорящие на языках Джиррбал, Гиррамай и Гулнгай, жили в тесной гармонии с окружающей средой тропических лесов до контакта с ними, и сегодня их потомки сохраняют тесные связи со своим наследием.

## Экономика
Основное направление в экономике является сельское хозяйство с производством выращивания сахарного тростника и бананов. Важное значение имеет также туристическая отрасль.

## Транспортное сообщение
Кардвелл находится на железнодорожной линии Брисбен — Кэрнс, по которой поезд " Дух Квинсленда " курсирует в обоих направлениях несколько раз в неделю, а также останавливается в Кардуэлле. Есть паромное сообщение с близлежащим островом Хинчинбрук .

## Галерея

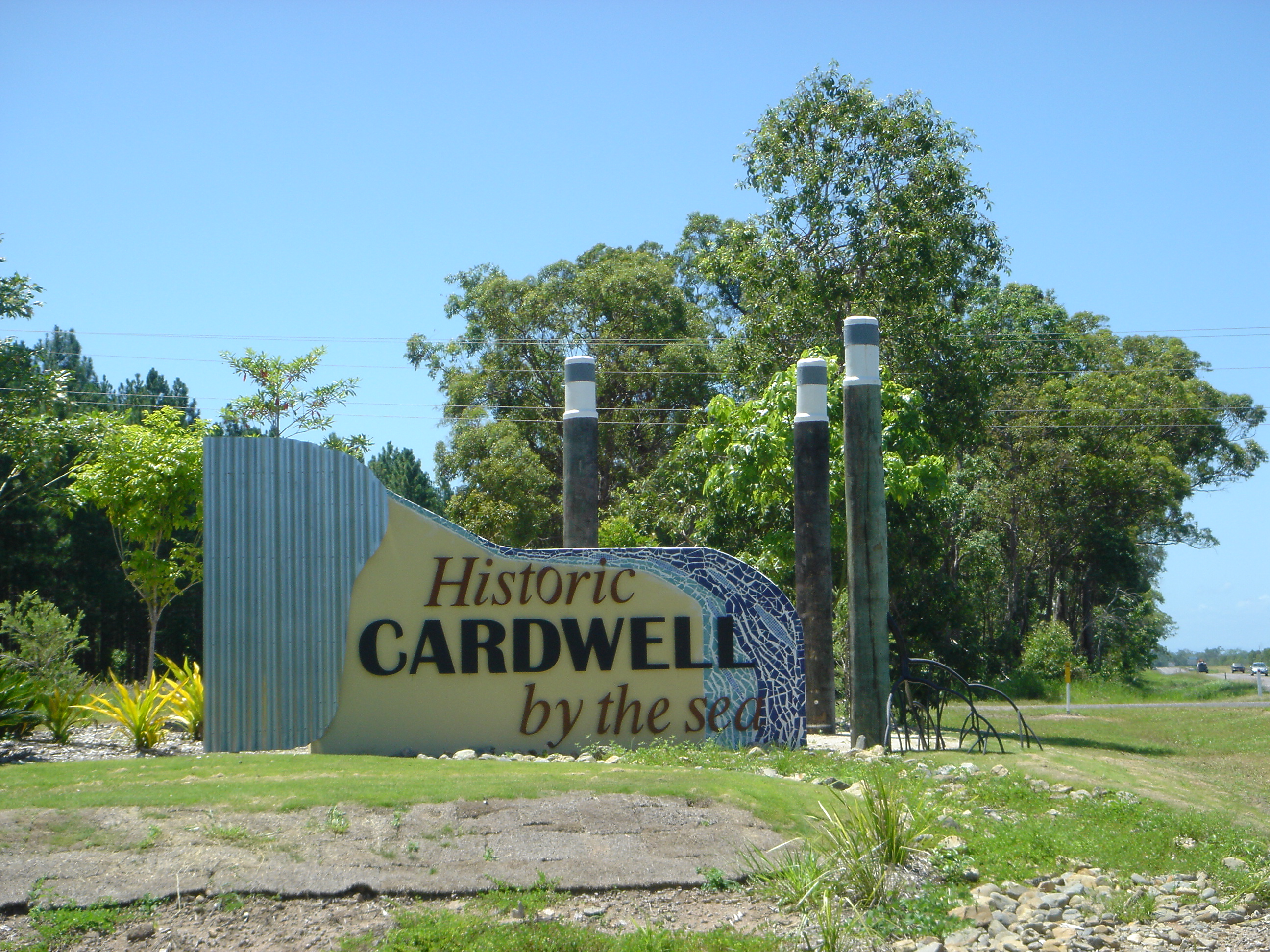
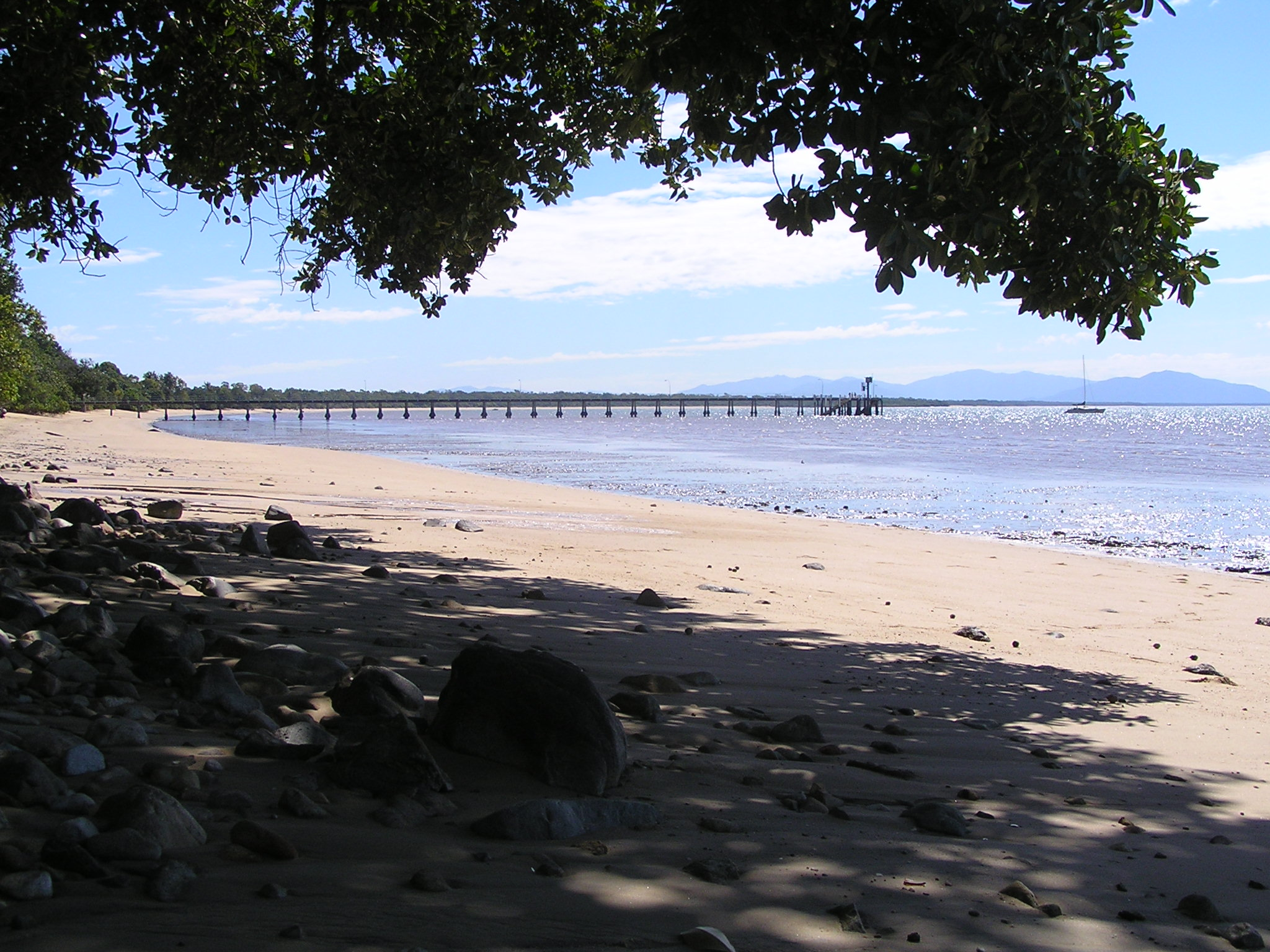
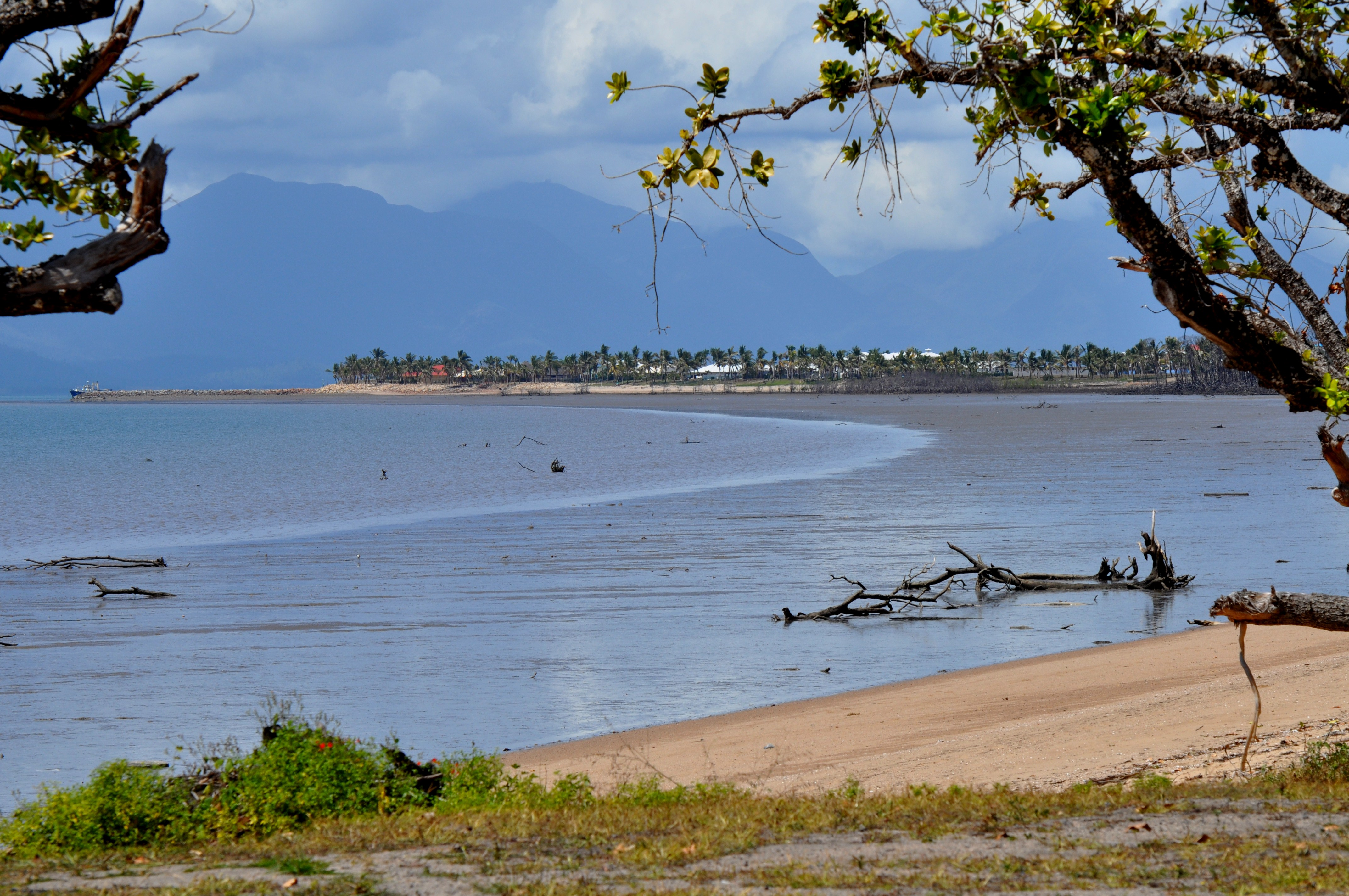
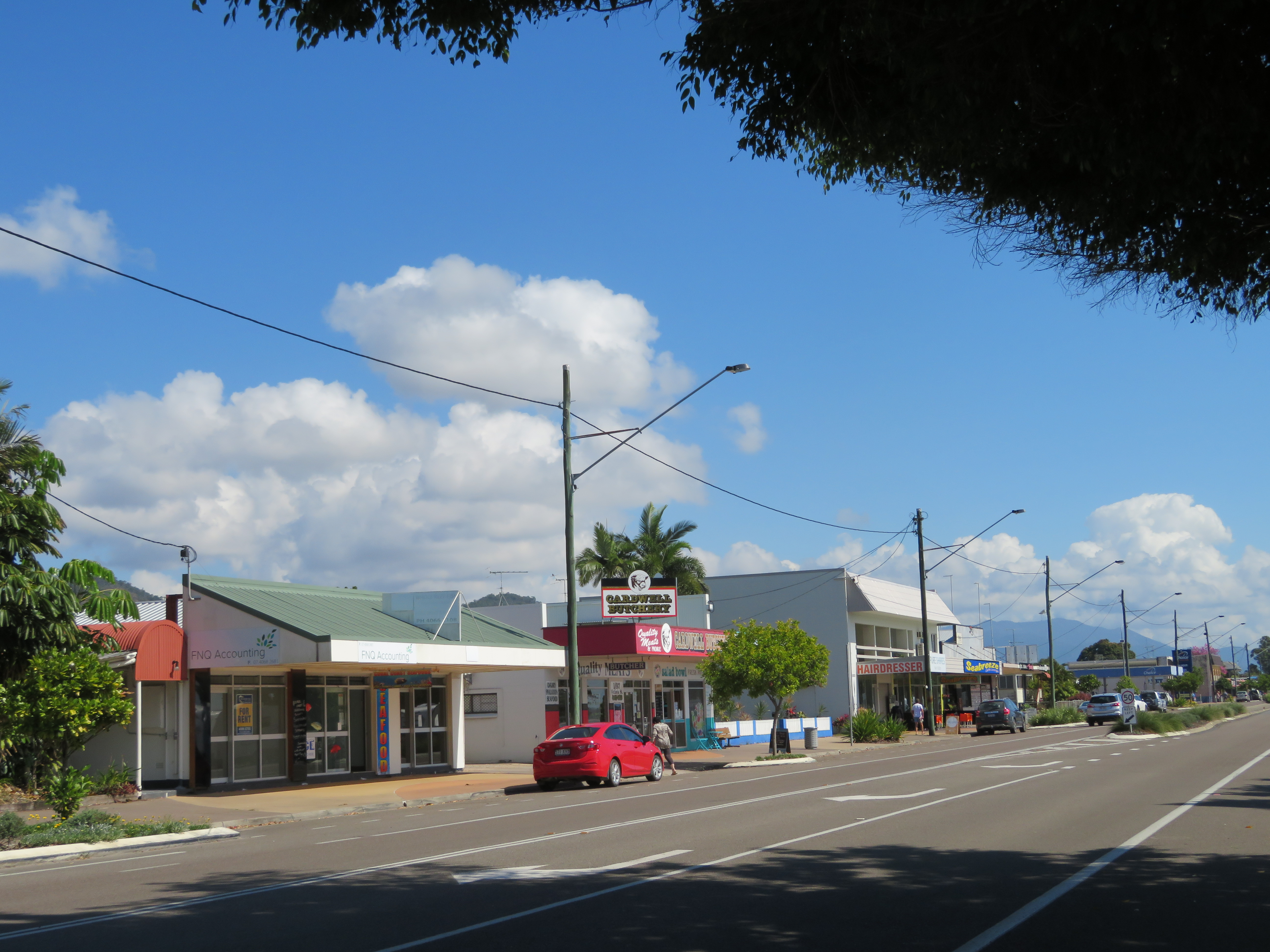
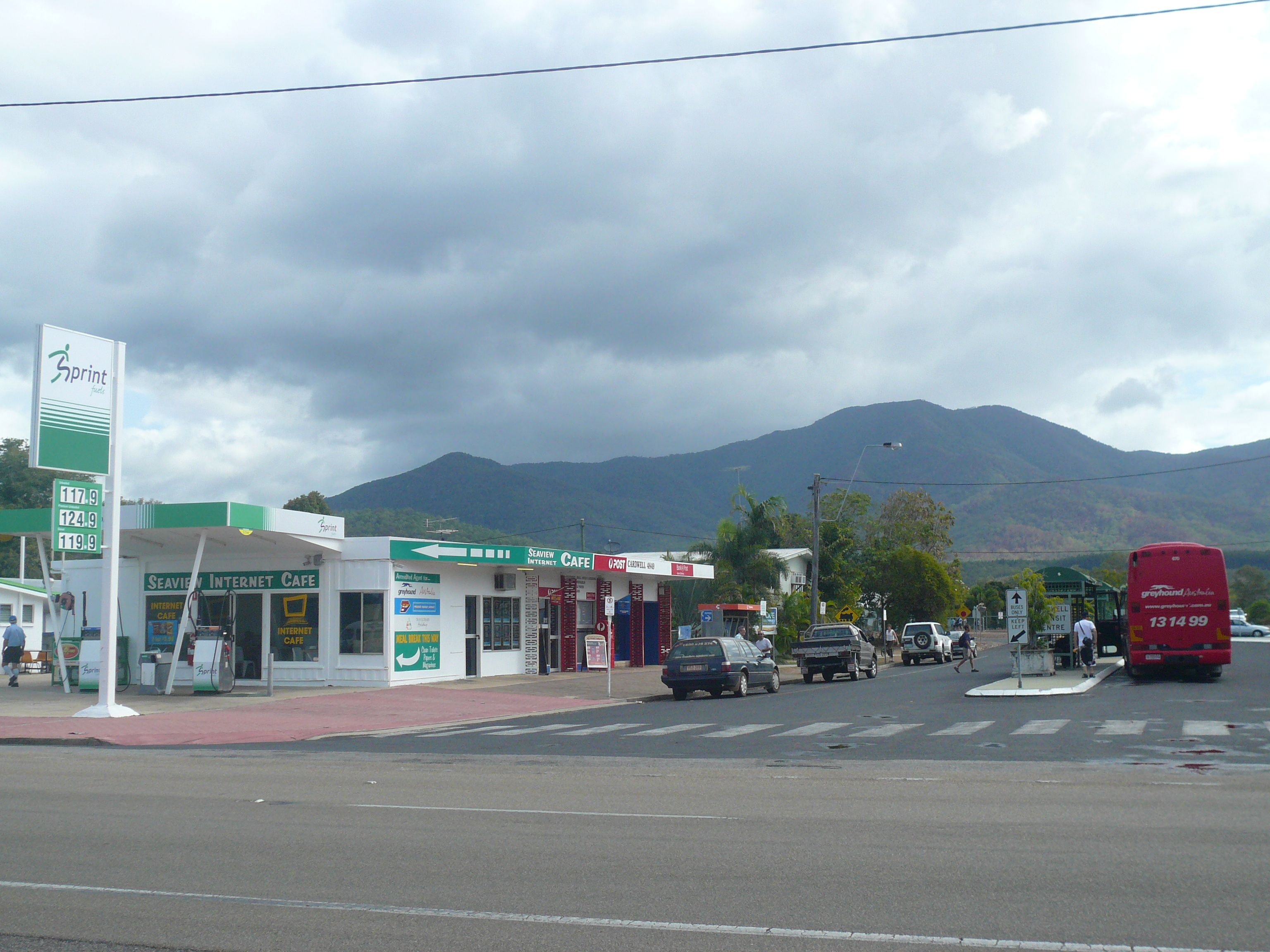